# Vassdals vatten
Vassdals vatten är en sjö i Orusts kommun i Bohuslän och ingår i Göta älv-Bäveåns kustområde. Sjön är 8 meter djup, har en yta på 0,048 kvadratkilometer och befinner sig 26 meter över havet. Vid provfiske har abborre, gädda och mört fångats i sjön.